# Maria van Kleef
Maria van Kleef (Kleef, 19 september 1426 - Blois, 23 augustus 1486) was dichter en was de derde vrouw van hertog Karel van Orléans. Zij waren de ouders van de Franse koning Lodewijk XII.

## Levensloop
Maria was het jongste kind van Adolf van Kleef-Mark, hertog van Kleef, graaf van Mark en heer van Ravenstein, met zijn tweede vrouw Maria van Bourgondië.
In Sint-Omaars huwde zij (1440) met hertog Karel van Orléans, die 32 jaar ouder was dan zij. Karel van Orléans was net vrijgekocht van de Engelsen dankzij de bruidsschat van Maria. Karel zat immers 25 jaren lang "gevangen" op Engelse kastelen, en dit sinds de Franse nederlaag in Azincourt (1415). Het Huis van Valois kocht Karel niet eerder vrij omwille van het hoge losgeld dat de Engelsen vroegen; wellicht kwam zijn lange afwezigheid het Franse hof ook goed uit.
Karels rol in de Franse politiek was uitgespeeld bij zijn terugkeer in Frankrijk. Karel en Maria installeerden zich voornamelijk in het kasteel van Blois. Zij omringden er zich met dichters en schrijvers, zoals bijvoorbeeld François Villon, wat hun hof een literair centrum maakte. Maria archiveerde meerdere manuscripten, liederen en gedichten. Zelf schreef ze ook rijmen en gedichten, waarvan het bekendste haar rondo is L'habit le moine ne fait pas. Maria bundelde tevens de literaire werken van haar man, waarvan sommige van melancholische aard waren gezien zijn lange ballingschap.
In 1465 stierf Karel. Maria stond alleen als moeder van drie kinderen tussen één en elf jaar oud. Zij werd regentes niet alleen van Karels hertogdom Orléans en graafschappen Blois en Valois, maar ook regentes van territoria in de invloedssfeer van het hertogdom Milaan, namelijk het graafschap Pavia en de heerlijkheid Asti. De Italiaanse territoria verwierf Maria via haar man en schoonmoeder. Deze laatste was een telg was van de Milanese dynastie van Visconti.
In 1483 trok ze zich terug ten voordele van haar meerderjarige zoon Lodewijk. Maria stierf in 1486. Maria maakte het niet meer mee dat Lodewijk koning van Frankrijk werd in 1489. De Italiaanse territoria werden de inzet van een reeks Italiaanse oorlogen, de eerste al in 1494.

## Nakomelingen
Karel en Maria kregen volgende kinderen:
- Maria (1457-1493), gehuwd met Jan van Foix,
- Lodewijk (1462-1515), de latere koning Lodewijk XII van Frankrijk,
- Anna (1464-1491), abdis in de abdij van Fontevraud en Poitiers .

- Bibliothèque nationale de France: cb144950683 (data)
- Gemeinsame Normdatei: 1101497319
- International Standard Name Identifier: 0000 0000 3692 1574
- Library of Congress Control Number: n2003049840
- Système universitaire de documentation: 068666969
- Virtual International Authority File: 75689607
- WorldCat: E39PBJtMkGGbqjFWQQTDMPpByd